# Hylettus coenobita
Hylettus coenobita es una especie de escarabajo longicornio perteneciente al género Hylettus, categorizada en la tribu Acanthocinini, de la subfamilia Lamiinae. Fue descrita por Erichson en 1847.
El período de actividad en los ejemplares adultos se presenta en enero, abril, mayo, junio, agosto y octubre.

## Descripción
Mide 10,7-18 mm de longitud.

## Distribución
Se distribuye por Bolivia, Brasil, Colombia, Costa Rica, Ecuador, Gabón, Guatemala, Guyana, Guyana Francesa, Honduras, Nicaragua, Panamá, Perú, República del Congo y Venezuela.